# Cantó d'Alençon-2
El cantó d'Alençon-2 és un cantó francès del departament de l'Orne, situat al districte d'Alençon. Compta amb part del municipi d'Alençon.

## Municipis
- Alençon

## Història
| Data d'elecció                           | Identitat             | Partit        | Qualitat |
| ---------------------------------------- | --------------------- | ------------- | -------- |
| 1982-1988                                | Hubert Crespy         | RPR           |          |
| 1988-2001                                | Jean-Claude Pavis     | PS            |          |
| 2001-2008                                | Marie-Noëlle Hoffmann | Divers droite |          |
| 2008-                                    | Emmanuel Darcissac    | PS            |          |
| les dades anteriors no són pas conegudes |                       |               |          |
|                                          |                       |               |          |